# Alfredo Sanz Vives
Alfredo Sanz Vives (fallecido en 1947) fue un político y abogado español.

## Biografía
Licenciado en derecho civil y canónico, se doctoró posteriormente. Candidato a diputado a Cortes por el distrito de Sigüenza para las elecciones de 1899, su elección fue una lucha fratricida con una escandalosa compra de votos incluida con la que derrotó al candidato liberal Bruno Pascual Ruilópez.
Volvió a ser elegido diputado por el distrito electoral de Sigüenza en las elecciones de 1903, 1907, 1914 como conservador mientras que en las de 1923 fue elegido diputado, como liberal romanonista. Es descrito por Modesto Sánchez de los Santos como un «acaudalado propietario». También fue senador por la provincia de Guadalajara en la legislatura 1918-1919.
Falleció el 11 de noviembre de 1947.